# Folha Verde
O GRCES Folha Verde é uma escola de samba da cidade de São Paulo, sediada no Bairro de Guaianases - Vila Solange. Foi fundada em 8 de agosto de 1992.
Após ficar em último lugar no carnaval de 2022, a agremiação foi suspensa pela UESP a desfilar em 2023, retornando apenas em 2024.

## Segmentos

### Presidentes
| Nome        | Mandato           | Ref.  |
| ----------- | ----------------- | ----- |
| Iara Santos | 2020 - atualidade | [ 2 ] |

### Diretores
| Ano  | Diretor de Carnaval | Diretor geral de harmonia | Mestre de bateria | Ref.  |
| ---- | ------------------- | ------------------------- | ----------------- | ----- |
| 2014 | Gustavo             | Alex Gusmão Silmara       | Guilherme Elton   | [ 3 ] |
| 2015 | Robson Silva        |                           | Rogério Eugênio   | [ 2 ] |
| 2019 | Robson Silva        |                           | Mestre Fábio      |       |
| 2020 | Robson Silva        |                           |                   |       |

### Coreógrafos
| Ano  | Nome         | Ref.  |
| ---- | ------------ | ----- |
| 2014 | Diego Lima   | [ 3 ] |
| 2018 | Ronei        |       |
| 2020 | Wilson Dance |       |

### Casal de Mestre-sala e Porta-bandeira
| Ano       | Nome                             | Ref.  |
| --------- | -------------------------------- | ----- |
| 2013-2014 | Alex Santos e Helena Theodoro    |       |
| 2015      | José Luis Castro e Juliana Souza | [ 2 ] |
| 2016      | Marco Donesi e Aline Silva       | [ 4 ] |
| 2018      | Cesar Amaral e Aline Silva       |       |
| 2019      | Ismael e Patricia                |       |
| 2020      | Franco e Fabiana                 |       |

### Corte de Bateria
| Anos | Rainha da Bateria | Rainha Mirim | Diva da Bateria | 1ª Princesa da Bateria | 2ª Princesa da Bateria | Passista de Ouro | Rei da Bateria | Madrinha da Bateria | Ref.  |
| ---- | ----------------- | ------------ | --------------- | ---------------------- | ---------------------- | ---------------- | -------------- | ------------------- | ----- |
| 2014 | Andreia Bombom    | -            | -               | -                      | -                      | -                |                | Loren Lilian        | [ 3 ] |
| 2015 | -                 | -            | -               | -                      | -                      | -                |                | Thaty Rocha         |       |
| 2016 | -                 | -            | -               | -                      | -                      | -                |                | Thaty Rocha         |       |
| 2018 | Kauany Santos     | -            | -               | -                      | -                      | -                |                | Janaina Cristina    |       |
| 2019 | -                 | -            | -               | -                      | -                      | Wilson Silva     |                | -                   |       |
| 2020 | Vitória           | Laysla       | Renatta Ayalla  | Raissa                 | Priscila               | Wilson Silva     | Marcos Senna   | -                   |       |

## Carnavais
| Ano  | Colocação | Grupo | Enredo | Carnavalesco | Intérprete | Ref           |
| ---- | --- | --- | --- | --- | --- | ------------- |
| 2008 | 3º Lugar | Bloco Especial | Ilu-Aye terra da vida | Felipe | |               |
| 2009 | 8º Lugar | Bloco Especial | No picadeiro da alegria a Folha Verde vai conquistar seu coração                                                                                    | Alex Santos | |               |
| 2010 | 4º Lugar | Bloco Especial | Uma viagem nas quatro estações do ano | Alex Santos | |               |
| 2011 | 2º Lugar | 4-UESP | No coração da Zona Leste nasce uma obra social...com Padre Rosalvino vou contar meu carnaval!                                                       | Alex Santos | |               |
| 2012 | 8° Lugar | 3-UESP | Padroeira da fé | Alex Santos | |               |
| 2013 | Campeã | 3-UESP | Angola - o reino das Iabas que refrente uma Africa popular                                                                                          | Alex Santos | |               |
| 2014 | 11º Lugar | 2-UESP | No ritmo envolvente a minha escola vai te levar Compositor:André Luiz                                                                               | Alex Santos | André Lemos e Rodrigo do Cavaco                                                                                        |               |
| 2015 | 5º Lugar | 3-UESP | Guaiapá, Guaianás, Guaianã... A saga dos índios Guainazes, na aldeia Folha Verde da esperança: Meu bairro, minha tribo, meu lugar Compositor: André | Robson Gonçalves | Hector e Wesley | [ 5 ] [ 3 ]   |
| 2016 | 12º Lugar | 3-UESP | O Mistério das Folhas, no Fascínio de Ossain... A Verde Essência da Vida! Compositores:Renato Ícaro, Ley Villa e Régis Swing                        | Comissão de Carnaval                                                                                                   | Renato Ícaro | [ 4 ] [ 6 ]   |
| 2017 | 13º Lugar | 4-UESP | Conto, canto e encanto. Uma Folha Verde no jardim da infância                                                                                       | Robson Silva | Rogério Bola |               |
| 2018 | 12º Lugar | 4-UESP | “O verde do meu país é o mesmo do meu pavilhão,” junto ao azul e branco, peço a paz…e desistir jamais                                               | Robson Silva | Rogério Bola | [ 7 ]         |
| 2019 | 4º Lugar | Vaga Aberta | Uma Folha Verde nas Caatingas do Sertão | | | [ 8 ]         |
| 2020 | 10º Lugar | Acesso 3 de Bairros | 50 Tons de Brasil... Salve a Miscigenação! | Comissão de Carnaval                                                                                                   | | [ 9 ]         |
| 2021 | Inicialmente adiados para o mês de julho, os desfiles do Carnaval 2021 foram cancelados devido a pandemia de Covid-19. | Inicialmente adiados para o mês de julho, os desfiles do Carnaval 2021 foram cancelados devido a pandemia de Covid-19. | Inicialmente adiados para o mês de julho, os desfiles do Carnaval 2021 foram cancelados devido a pandemia de Covid-19.                              | Inicialmente adiados para o mês de julho, os desfiles do Carnaval 2021 foram cancelados devido a pandemia de Covid-19. | Inicialmente adiados para o mês de julho, os desfiles do Carnaval 2021 foram cancelados devido a pandemia de Covid-19. | [ 10 ]        |
| 2022 | 14º Lugar | Acesso 3 de Bairros | A Folha Verde vem cantar a nossa cultura popular | | | [ 11 ] [ 12 ] |
| 2023 | Não Desfilou | Não Desfilou | Não Desfilou | Não Desfilou | Não Desfilou | Não Desfilou  |
| 2024 | 13º Lugar | Acesso 3 de Bairros | O Esplendor de Onilé | Lukas Huan e Rodolfo Santos                                                                                            | Rodrigo Nascimento e Juh Santiago                                                                                      | [ 13 ]        |